# Fontana (drag queen)
Gabriel Fontana Teixeira (São Leopoldo, 10 de junho de 1993), mais conhecido pelo seu nome artístico Fontana, é um cantor, compositor, maquiador, drag queen e dançarino brasileiro, mais conhecido por participar da primeira temporada de Drag Race Sverige.

## Início da vida
Fontana nasceu em São Leopoldo, no Rio Grande do Sul, em 10 de junho de 1993. Desde criança, ele sempre queria ser cantor. Na sua infância, se inspirava nos estilos musicais pop da cantora Sandy. Ainda criança, Fontana acabou conseguindo uma bolsa de estudos em uma companhia de dança em São Leopoldo. Na adolescência, Fontana prestou vestibular e foi aprovado para dança na Universidade Federal do Rio de Janeiro, porém acabou desistindo por não conseguir se sustentar financeiramente e acabou trancado o curso. Anos depois, Fontana estudou por um ano serviço social, na Universidade Católica de Brasília. Aos 19 anos, ele decidiu largar os estudos e seu trabalho no Brasil para viver em Skellefteå, na Suécia. Mais tarde, Fontana se mudou para Estocolmo.

## Carreira

### 2014–2020:Idol Revanschen,TalangeLove at First Kiss
Em 2014, antes de iniciar sua carreira como drag queen, Fontana fazia parte de uma banda chamada Mais Que Nada, cantando versões do grupo sueco ABBA em bossa nova. Em 2015, Fontana teve sua primeira aparição em um programa de TV na Suécia, no Idol Revanschen, da TV4, onde consagrou-se campeão da temporada. Em 2016, depois de participar do talent show, Fontana assinou com a gravadora Capitol Records e lançou o single "Electric". Em 2018, Fontana teve uma breve participação no programa Love at First Kiss, e participou da oitava temporada do talent show Talang, versão sueca do America's Got Talent, onde acabou chegando até a semifinal do programa. No mesmo ano, Fontana foi convidado pela Família Real Sueca para fazer parte de sua campanha nacional contra o bullying e cyberbullying em defesa da comunidade LGBT. Em 2019, Fontana iniciou sua carreira como drag queen e lançou o single "Be a Star". Em 2020, Fontana participou do videoclipe da canção "Malibu", da cantora alemã Kim Petras. O videoclipe contém participações de celebridades como Pabllo Vittar, Demi Lovato e Charli XCX.

### 2023–presente:Drag Race SverigeeA Pequena Sereia
Em 2023, Fontana foi confirmado como um dos participantes da primeira temporada do Drag Race Sverige, no qual foi vice-campeão. No mesmo mês, Fontana desabafou nas redes sociais sobre ataques de cunho xenofóbico que sofreu após ser confirmado no programa. Fontana é o segundo brasileiro a participar da franquia Drag Race, depois de Miss Abby OMG, do Drag Race Holland. Em agosto do mesmo ano, Fontana se apresentou no Stockholm Pride. No mesmo mês, Fontana foi confirmado no elenco do musical A Pequena Sereia, uma adaptação do clássico da Disney. A estreia ocorreu em março de 2024, com Fontana embarcando em uma turnê pela Suécia e Noruega para interpretar Fiona, a irmã mais nova de Ariel. A turnê passou por mais de 24 cidades, com mais de 60 mil ingressos vendidos, sendo finalizada em setembro de 2024.

## Vida pessoal
Durante uma entrevista para a QX, Fontana relata se identificar como uma pessoa não-binária. Fontana já relatou em seu canal do YouTube que sofre de transtorno de ansiedade social. Ao Universo Online, Fontana relatou que já foi levado por um amigo da família para sessões de exorcismo, para um exorcista expulsar "demônios homossexuais" de seu corpo.

## Filmografia

### Televisão
| Ano  | Título             | Papel        | Notas        | Ref.   |
| ---- | ------------------ | ------------ | ------------ | ------ |
| 2015 | Idol Revanschen    | Participante | Temporada 11 | [ 25 ] |
| 2018 | Love at First Kiss | Participante | Temporada 1  | [ 26 ] |
| 2018 | Talang             | Participante | Temporada 8  | [ 8 ]  |
| 2023 | Drag Race Sverige  | Participante | Temporada 1  | [ 27 ] |

## Prêmios e indicações
| Ano  | Prêmio          | Categoria    | Resultado | Ref.   |
| ---- | --------------- | ------------ | --------- | ------ |
| 2023 | Prêmio Biscoito | Drag do Vale | Indicado  | [ 28 ] |